# Giampaolo Tronchin
Giampaolo Tronchin (* 10. Dezember 1940 in Preganziol; † 27. November 2021 in Latina) war ein italienischer Ruderer, Kanute und Kanutrainer.

## Biografie
Giampaolo Tronchin startete bei den Olympischen Sommerspielen 1972 in München zusammen mit Siro Meli und Mario Semenzato in der Zweier-mit-Steuermann-Regatta. Darüber hinaus nahm Tronchin an mehreren Ruder-Weltmeisterschaften teil. Im Kanurennsport wurde er mit dem Canadier zweimal italienischer Meister und war von 1976 bis 2002 Trainer der Kanuabteilung der Gruppi Sportivi Fiamme Gialle. Mit u. a. Antonio Rossi, Beniamino Bonomi, Bruno Dreossi, Antonio Scaduto oder Andrea Facchin trainierte Tronchin viele Athleten, die Medaillen bei Weltmeisterschaften und Olympischen Spielen gewinnen konnten.
Giampaolo Tronchin trat am 23. Oktober 1960 der Guardia di Finanza bei und war bis zum Erreichen der Altersgrenze am 26. November 2002 bei dieser tätig.